# Avicularia azuraklaasi
Avicularia azuraklaasi là một loài nhện trong họ Theraphosidae và thuộc chi Avicularia. Loài này phân bố ở Peru.